# Sarah Buschmann
Pour les articles homonymes, voir Buschmann.
Sarah Buschmann, née le 13 mars 1992  à Obernai (Bas-Rhin), est une romancière et nouvelliste française de fantasy et de fantastique.
Son œuvre est marquée par la tonalité assez sombre de ses récits.

## Biographie
Sarah Buschmann a grandi et vécu dans sa jeunesse en Alsace. Elle obtient le baccalauréat (série S) en 2010. Elle décroche un master 2 en psychologie « Thérapie cognitive et comportementale » en 2018. Depuis 2018, elle vit et travaille à Nancy en qualité de psychologue.
Sa première publication est une nouvelle d'horreur, Tranche de nuit, in Dimension Trash, éditée en 2015 chez éd. Black Coat Press, collection Rivière Blanche.

## Publications

### Roman
- Sorcière de chair, 2018, éd. Noir d'Absinthe. Finaliste, sans obtenir le prix, du prix Masterton 2019[1] dans la catégorie « Roman francophone ».
- Chair Morte, 2020, éd. Noir d'Absinthe.

### Nouvelles
- Dans le recueil Dimension Trash (2015), éd. Black Coat Press, coll. Rivière Blanche :
  - Tranche de nuit, nouvelle d'horreur.

- Dans le recueil Dimension Violences (2018), éd. Black Coat Press, coll. Rivière Blanche :
  - Hors du noir,
  - Hantée[2],
  - Un rire dans la nuit[3].

- Autres nouvelles :
  - Pierre, papier, ciseaux, 2016, éd. Jacques Flament.
  - La Mort à mes pieds, 2018, in anthologie Ombres, éd. Les Ombres d'Élyranthes.
  - L'Absente, 2019, in recueil La Folie et l'Absinthe, éd. Noir d'Absinthe.